# سیارک ۳۷۳۲
سیارک ۳۷۳۲ (به انگلیسی: 3732 Vavra، نامگذاری:1984SR1) سه هزار و هفتصد و سی و دومین سیارک کشف شده‌است که در ۲۷ سپتامبر ۱۹۸۴ کشف شد.
قدر مطلق سیارک برابر ۱۴٫۴۰ است.